# شاه‌آباد (تبریز)
مفتح یکی از محله‌های شمالی شهر تبریز است که مابین محلات دوه‌چی، امیرخیز، شهرک ارم، کوی توکلی و شربت زاده واقع است. این محله در قدیم به «قوروچای» و «چای‌ایچی» مشهور بوده‌است و از دههٔ ۵۰ به‌بعد به شاه‌آباد موسوم شد. البته پیش‌تر «داش‌قاپی» نیز خوانده می‌شد و آن به‌خاطر درب قطور و کوتاه سنگی بود که به باور عموم از زمان عثمانی در این محله وجود داشته‌است.
در محلهٔ شاه‌آباد پس از سال ۱۳۵۰ مرکز بهداشتی معروف به «شهیاد» نیز احداث شد که در نقشه‌های قدیمی تبریز، کوچه‌ای نیز به‌این نام خوانده‌شد. همچنین خیابانی که از سه‌راهی توکلی شروع و تا گورستان دوه‌چی ادامه دارد و به مجاهدین موسوم شده‌است، در واقع امتداد اصلی کوی مفتح می‌باشد. به‌عبارت دیگر کوی مفتح بخشی از محلهٔ بزرگ دوه‌چی می‌باشد.

## وجه تسمیه
در سال ۱۳۴۸ که شاه و فرح پهلوی به تبریز آمده بودند، اهالی محله قوری‌چای آب شرب نداشته و برای در خواست آب لوله‌کشی مقابل استانداری تجمع می‌کنند. مقامات استان نیز نظر شاه را جلب کرده و موافقت می‌شود اداراه آبیاری تبریز، آب لوله کشی این محل را تأمین کند. به این مناسبت نام این محل به شاه‌آباد تبدیل شد. پس از انقلاب ۱۳۵۷ این محل به نام «مجاهدین» تغییر نام داده و پس از شهادت آیت‌ا... دکتر مفتح، به نام این استاد بزرگوار، به نام کوی مفتح نامید شد.